# Meredith Baxter
Meredith Ann Baxter (South Pasadena, 21 giugno 1947) è un'attrice e produttrice televisiva statunitense, attiva principalmente in campo televisivo.
L'attrice è nota per le sue interpretazioni in varie serie televisive, tra cui In casa Lawrence e Casa Keaton. Per diversi anni è stata accreditata come Meredith Baxter-Birney, prendendo il cognome del secondo marito.

## Biografia
Nata a South Pasadena, California, figlia dell'attrice Whitney Blake e dell'annunciatore radiofonico Tom Baxter. Dopo il divorzio dei genitori nel 1953, la Baxter e suoi due fratelli, Richard (nato nel 1944) e Brian (nato nel 1946), vanno a vivere con la madre a Pasadena.

### Carriera
Il primo ruolo importante arriva nel 1972, interpretando il ruolo di Bridget Fitzgerald Steinberg nella sit-com del CBS Bridget Loves Bernie. Nella serie recita al fianco dell'attore David Birney, che sposa nel 1974 assumendo il suo cognome fino al 1989, anno del loro divorzio.
Dopo aver ottenuto un ruolo nel film Tutti gli uomini del presidente di Alan J. Pakula, la Baxter interpreta il ruolo di Nancy Lawrence Maitland nella serie televisiva In casa Lawrence, per cui ottiene due candidature ai Primetime Emmy Awards.

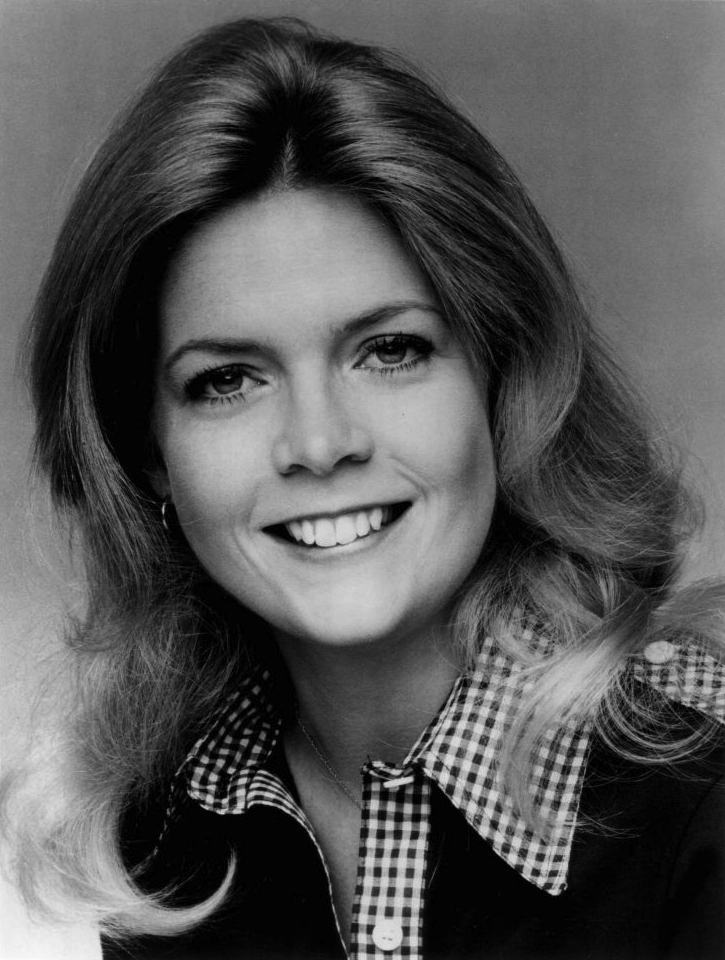
Meredith Baxter in una foto promozionale di In casa Lawrence

Dal 1982 al 1989 interpreta il ruolo di Elyse Keaton, matriarca figlia dei fiori della famiglia Keaton nella sit-com della NBC Casa Keaton. Dopo la fine di Casa Keaton recita in numerosi film per la televisione. Nel 1997 torna a recitare al fianco di Michael J. Fox (interprete di suo figlio in Casa Keaton) in due episodi di Spin City.
Tra il 2006 e il 2007 è apparsa nella serie televisiva Cold Case - Delitti irrisolti, nel ruolo della madre del detective Lilly Rush. Nel corso degli anni è apparsa in numerosi film TV ed è stata guest star in serie televisive come Brothers & Sisters - Segreti di famiglia, A proposito di Brian, Switched at Birth - Al posto tuo, Glee e Vicini del terzo tipo.

## Vita privata
Si è sposata quattro volte e ha avuto cinque figli. Dal 1966 al 1971 è stata sposata con Robert Lewis Bush, con cui ha avuto due figli: Theodore Justin Bush e Eva Whitney Bush. Dal 1974 al 1990 è stata sposata con l'attore David Birney, con cui ha avuto tre figli: Kathleen Jeanne Birney e i gemelli Peter David Edwin Birney e Mollie Elizabeth Birney. Dal 1995 al 2000 è stata sposata con l'attore e scrittore Michael Blodgett.
Sopravvissuta ad un cancro al seno, diagnosticato nel 1999, fonda la Meredith Baxter Foundation per la ricerca contro i tumori al seno.
Nel dicembre 2009 fa coming out, si dichiara lesbica e rende pubblica la relazione con la compagna Nancy Locke, che sposa nel dicembre 2013.

## Filmografia parziale

### Cinema
- L'ultima carica di Ben (Ben), regia di Phil Karlson (1972)
- Tutti gli uomini del presidente (All the President's Men), regia di Alan J. Pakula (1976)
- Amore dolce amore (Bittersweet Love), regia di David Miller (1976)
- Prigioniera di un incubo (Devil's Pond), regia di Joel Viertel (2003)
- Airline Disaster, regia di John Willis III (2010)

### Televisione
- La famiglia Partridge (The Partridge Family) – serie TV, 1 episodio (1971)
- Giovani avvocati (The Young Lawyers) – serie TV, episodio 1x18 (1971)
- Bridget Loves Bernie – serie TV, 24 episodi (1972-1973)
- Il volto senza nome (The Stranger Who Looks Like Me), regia di Larry Peerce – film TV (1974)
- L'impostore (The Imposter), regia di Edward Abroms – film TV (1975)
- Le strade di San Francisco (The Streets of San Francisco) – serie TV, 1 episodio (1975)
- Lotta per la vita (Medical Story) – serie TV, 2 episodi (1975)
- La città degli angeli (City of Angels) – serie TV, 3 episodi (1976)
- In casa Lawrence (Family) – serie TV, 59 episodi (1976-1980)
- Love Boat – serie TV, 3 episodi (1977-1982)
- Piccole donne (Little Women), regia di David Lowell Rich e Gordon Hessler – miniserie TV (1978)
- La scelta (The Family Man), regia di Glenn Jordan – film TV (1979)
- Il vento del sud (Beulah Land), regia di Harry Falk – miniserie TV (1980)
- Casa Keaton (Family Ties) – serie TV, 171 episodi (1982-1989)
- La lunga notte di Richard Beck (The Rape of Richard Beck), regia di Karen Arthur – film TV (1985)
- Il segreto di Kate (Kate's Secret), regia di Arthur Allan Seidelman – film TV (1986)
- Fuga dal passato (The Long Journey Home), regia di Rod Holcomb – film TV (1987)
- Una prostituta per il governatore (She Knows Too Much), regia di Paul Lynch – film TV (1989)
- Una stretta al cuore (Burning Bridges), regia di Sheldon Larry – film TV (1990)
- Cercate quel bambino (Bump in the Night), regia di Karen Arthur – film TV (1991)
- Quell'angolo della strada (A Mother's Justice), regia di Noel Nosseck – film TV (1991)
- Finché delitto non ci separi (A Woman Scorned: The Betty Broderick Story) – film TV, regia di Dick Lowry (1992)
- Finché delitto non ci separi 2 (Her Final Fury: Betty Broderick, the Last Chapter) – film TV, regia di Dick Lowry (1992)
- Reparto farfalle (For the Love of Aaron) – film TV, regia di John Kent Harrison (1993)
- Corsa verso l'ignoto (One More Mountain) – film TV, regia di Dick Lowry (1994)
- Confini d'amore (Betrayed: A Story of Three Women) – film TV, regia di William A. Graham (1995)
- The Faculty – serie TV, 13 episodi (1996)
- Per amore di Jimmy (After Jimmy) – film TV, regia di Glenn Jordan (1996)
- Unico indizio: rose rosse (Let Me Call You Sweetheart) – film TV, regia di Bill Corcoran (1997)
- Miracolo nel bosco (Miracles in the Woods) – film TV, regia di Arthur Allan Seidelman (1997)
- Un'amica per mia figlia (Down Will Come Baby) – film TV, regia di Gregory Goodell (1999)
- L'uomo dei miracoli (Man of Miracles) – film TV, regia di Larry Peerce (1999)
- Miracolo alla 17ª buca (Miracle on the 17th Green) – film TV, regia di Michael Switzer (1999)
- Il dubbio di Muriel (The Wednesday Woman) – film TV, regia di Christopher Leitch (2000)
- Il lungo cammino dopo la notte (A Mother's Fight for Justice) – film TV, regia di Thomas Rickman (2001)
- Assassinio sull'Orient Express (Murder on the Orient Express) – film TV, regia di Carl Schenkel (2001)
- Un ospite di Natale (A Christmas Visitor) – film TV, regia di Christopher Leitch (2002)
- Un angelo in famiglia (Angel in the Family) – film TV, regia di Georg Stanford Brown (2004)
- The Closer - serie TV, 1 episodio (2005)
- Brothers & Sisters - Segreti di famiglia – serie TV, 1 episodio (2006)
- Cold Case - Delitti irrisolti (Cold Case) – serie TV, 5 episodi (2006-2007)
- A proposito di Brian (What About Brian) – serie TV, 1 episodio (2007)
- Switched at Birth - Al posto tuo (Switched at Birth) – serie TV, 1 episodio (2012)
- La lista di Babbo Natale (Naughty or Nice), regia di David Mackay - film TV (2012)
- Glee – serie TV, 1 episodio (2013)
- Vicini del terzo tipo (The Neighbors) – serie TV, 2 episodi (2013)

## Doppiatrici italiane
Nelle versioni in italiano dei suoi lavori, Meredith Baxter è stata doppiata da:
- Paila Pavese in Cold Case - Delitti irrisolti (st. 3)
- Angiola Baggi in Cold Case - Delitti irrisolti (st. 4)
- Vittoria Febbi in Casa Keaton
- Anna Rita Pasanisi in Airline Disaster
- Cristian Dian in Code Black